# Il mio giorno migliore
Il mio giorno migliore è un singolo della cantautrice soul-pop italiana Giorgia, pubblicato il 12 giugno 2011 dall'etichetta discografica Dischi di cioccolata e distribuita dalla Sony.

## Il brano
Il brano ha anticipato l'ottavo album di inediti Dietro le apparenze, pubblicato il 6 settembre 2011, e si discosta dalle precedenti produzioni della cantante per l'arrangiamento italodance. Ha raggiunto la 2ª posizione dell'airplay radiofonico settimanale.
Il brano è divenuto un tormentone estivo del 2011. Il 31 luglio 2011 il singolo Il mio giorno migliore raggiunge il disco d'oro secondo la classifica FIMI.
Dopo undici settimane consecutive nella classifica dei dieci brani più venduti in italia secondo FIMI (e a quattordici dalla pubblicazione), Il mio giorno migliore scala la classifica e raggiunge la sua posizione massima, attestandosi al 6 posto.
Il singolo, il 18 settembre 2011, viene certificato disco di platino per le oltre 30 000 copie vendute, secondo quanto riportato da FIMI, per arrivare a venderne più di 50.000, e si aggiudica il terzo posto al concorso musicale organizzato dall'OGAE, l'"OGAE Video Contest" nel 2011.

## Il video
Il video musicale prodotto per Il mio giorno migliore ha debuttato su reti musicali quali MTV e Deejay TV il 12 giugno 2011, dopo un'anteprima apparsa su Sky. Il video è stato girato dal regista Gaetano Morbioli e coreografato da Laccio in una chiave volutamente italodance, riassumendo quanto Giorgia ha affermato circa la canzone e il messaggio in essa contenuto: “Il giorno migliore c'è per ognuno, è il giorno in cui l'anima funziona, dà un senso all'esistere e gli ricorda il motivo per cui farlo”.

## Tracce
Download digitale
1. Il mio giorno migliore - 3:40 (Giorgia, Emanuel Lo)

## Formazione
- Giorgia – voce, cori
- Michele Canova Iorfida – tastiera,

## Classifiche
| Classifica (2011) | Posizione massima |
| ----------------- | ----------------- |
| Italia            | 6                 |

## Cover
Nel 2012, Alessandra Procacci, concorrente dell'edizione numero 11 di Amici di Maria De Filippi, realizza la cover del brano Il mio giorno migliore, in vendita su iTunes.